# Capitão Gervásio Oliveira
Capitão Gervásio Oliveira is een gemeente in de Braziliaanse deelstaat Piauí. De gemeente telt 4.029 inwoners (schatting 2009).
De gemeente grenst aan Campo Alegre do FidalgoDom Inocêncio.Lagoa do Barro en São João do PI.